# Петра (Испания)
Вижте пояснителната страница за други значения на Петра.
Петра (на испански: Petra) е малък град, център на едноименна община на остров Майорка в Испания. 	Населението на Петра по данни от преброяването през 2013 г. е 2806 жители.